# 佐川聖二
佐川 聖二（さがわ せいじ）は、日本のクラリネット奏者、指揮者、吹奏楽指導者。

## 人物・来歴
秋田県出身。
秋田市立山王中学校吹奏楽部にて、クラリネットと出会う。秋田県立秋田高等学校を経て、1975年に、東京芸術大学器楽科を卒業し、同大学院へ入学。在学中の1976年に、東京交響楽団に入団。1977年、同大学院を修了。1980年に、文化庁派遣海外研修員としてウィーンに1年間留学。これまで、クラリネットを北爪利世、千葉国夫、三島勝輔、アルフレート・プリンツらに師事。指揮を金子登、遠藤雅古らに師事。
2001年6月、25年間 首席クラリネット奏者を務めた東京交響楽団を退団した。
尚美学園大学にて講師を務めたほか、1979年に結成された「東京クラリネット・アンサンブル」として、またフリーランスとして室内楽、ソロ奏者としても活動。1995年に東京交響楽団の首席奏者らと結成した「佐川聖二クラリネット五重奏団」での演奏会やCDアルバムの録音などの活動もおこなった。
ヤマハクラリネットアーティストであり、同社のクラリネットを「低音から高音までの響きにムラがなく、バランス良い印象を持った。弦楽器と合わせてみてもしっかり響きながら柔軟性と音の広がりがあり、とても使いやすい」と評している。
文教大学吹奏楽部（埼玉県越谷市）、グラールウインドオーケストラ（神奈川県川崎市）、デアクライス・ブラスオルケスター（東京都）、コンチェルト・ダモーレ〜佐川聖二クラリネット・オーケストラなどの常任指揮者・音楽監督として、また各地で吹奏楽やオーケストラのアマチュア団体の指導にも取り組んでいる。その情熱や表現力豊かな音楽づくりは「佐川節」と称され「盛り上がりでの派手さ」「曲の構成のわかりやすさ」等が特徴である。また、全日本吹奏楽コンクールにおいて、15年コンクール出場の表彰を受けた。
2004年2月22日、東京芸術劇場大ホールにおいて、鈴木英史の「カントゥス・ソナーレ」の世界初演（創価グロリア吹奏楽団）を指揮した 他、2006年7月に航空自衛隊航空中央音楽隊第45回定期演奏会に客演指揮者として出演、2008年12月には洗足音楽大学アンサンブル・ウィンド・シンフォニカを指揮した。さらに、2009年7月20日に東京芸術劇場で行われた、東京交響楽団の管打楽器プレーヤーによるブラスバンドのサマーコンサート「海の日に贈るシンフォニックブラス」を指揮した。
2010年2月13日、サントリーホール大ホールにて「佐川聖二還暦記念コンサート〜在京5吹奏楽団による祝賀演奏会」が開催された。